# Politiezone Blankenberge/Zuienkerke
De Politiezone Blankenberge/Zuienkerke (zonenummer 5445) is een politiezone die werkt in de West-Vlaamse gemeentes Blankenberge en Zuienkerke. Het hoofdkantoor van deze politiezone is gevestigd te Blankenberge.

## Wijkindeling
- Blankenberge en Zuienkerke
  - Zone 1: Zeedijk met omliggende straatdelen + omgeving Spuikom
  - Zone 2: Middenstad
  - Zone 3: Gebied ten noorden van de Koning Albert I-laan + ten oosten van de Kerkstraat
  - Zone 4: Grondgebied ten oosten van de stad
  - Zone 5: Gebied ten westen van de stad
  - Zone 6: Grondgebied van Zuienkerke + Houtave + Nieuwmunster + Meetkerke